# Frans Slaats
Frans Slaats (født 11. juni 1912 i Waalwijk, død 6. april 1993 smst.) var en cykelrytter fra Holland. Han kørte primært banecykling, og blev 29. september 1937 indehaver af timerekorden.
Ud af seks sejre ved seksdagesløb, kom de to ved Københavns seksdagesløb i 1936 og 1937.